# Campionati svedesi di sci alpino 1972
Ai Campionati svedesi di sci alpino 1972 furono assegnati i titoli di discesa libera, slalom gigante e slalom speciale, sia maschili sia femminili.

## Risultati
| Specialità      | Uomini         | Donne           |
| --------------- | -------------- | --------------- |
| Discesa libera  | Anders Hansson | Lillian Nilsson |
| Slalom gigante  | Manni Thofte   | Lillian Nilsson |
| Slalom speciale | Göte Grahn     | Karin Aspelin   |